# Andreas Marggraf
}}Andreas Sigismund Marggraf (Berlin, 1709. március 3. – Berlin, 1782. augusztus 7.) német kémikus, a flogisztonelmélet utolsó jelentős képviselője, az Európában honos növények cukortartalmának felfedezője.

## Élete
Édesapja, Henning Christian Marggraf, királyi udvari gyógyszerész gyógyszerészetre és kémiára tanította. 1725-1730 között a berlini Collegium medico-chirurgicum-ban Caspar Neumann professzornál tanult kémiát. Neumann bevezette Marggrafot a flogisztonelméletbe, ami aztán egész életében meghatározta kémiai gondolkodását. 1731-ben Frankfurt am Mainba tett tanulmányi utazást Rößler gyógyszerészhez, 1733-ban a strassburgi J. J. Spielhagenhez. Tanulmányai elmélyítéseként Marggraf Strassburgban kémiát és fizikát, Halleban orvostudományt és Freibergben fémmegmunkálást tanult. Mielőtt 1735-ben visszatért volna Berlinbe, tanulmányi céllal néhány kohót és bányát is meglátogatott 
Berlinben Marggraf 1738-ig az apai Aranymedve gyógyszertárban dolgozott, majd ebben az évben a Tudományos Akadémia fizetett munkatársa lett. 1754-től teljesen kémiai kutatásainak szentelte magát, mivel az Akadémia biztosított számára egy laboratóriumot és egy szolgálati lakást. 1747-ben felfedezte a cukorrépa cukortartalmát, ezért 1760-ban, az addigi igazgató Johann Theodor Eller halála után a Királyi Tudományos Akadémia Fizikai-Matematikai Osztályának igazgatójává nevezték ki. Ezt a tisztséget 1782-ben bekövetkezett haláláig megtartotta.
Marggraf távol tartotta magát a kémia korszerű kérdéseitől és főleg laboratóriumi analitikai kísérleteivel foglalkozott. Ez a taktika, párosulva a kísérletek sikerével, sok elismerést szerzett neki.

## Munkássága
- Javított módszer a foszfor kinyerésére „desztilláció” által (1743)
- Kálium-cianid előállítása és a fémsókra gyakorolt oldó hatásának leírása (1745)
- Cink kinyerése (1746)
- A honos növények cukortartalmával kapcsolatos kísérletek. A takarmányrépa magas cukortartalmának megállapításával megteremtette az európai cukorgyártás alapjait. (1747)
- A mikroszkóp mint kísérleti eszköz bevezetése a kémiába. 1747-től Marggraf ezt használta a cukorkristályok megfigyelésére.
- Hangyasav kinyerése (1749)
- Hangyasav és ecetsav megkülönböztetése
- Nátrium és kálium megkülönböztetése a láng elszínezésével (1758)